# Византийские бани (Фессалоники)

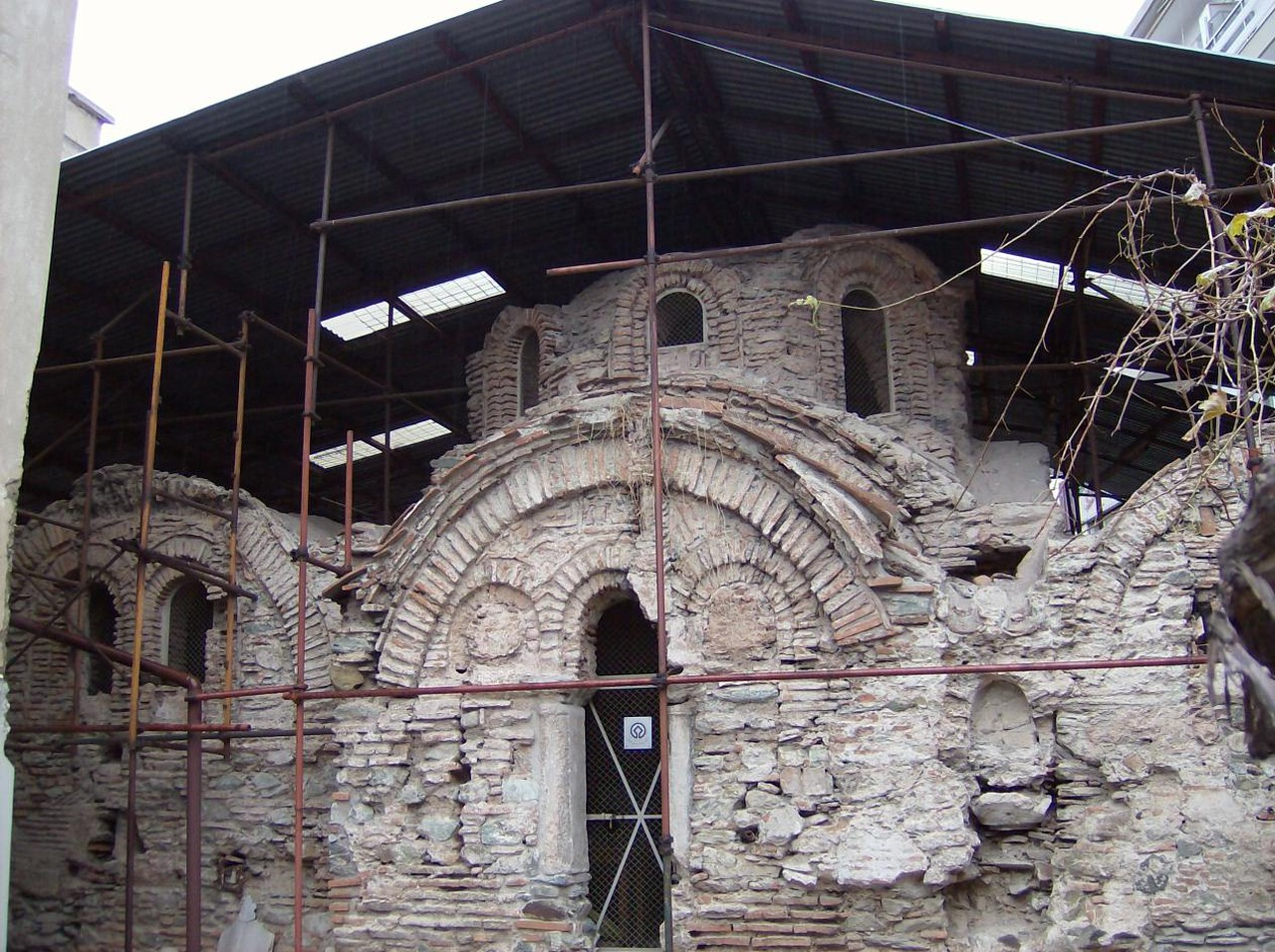
Фото 2010 года

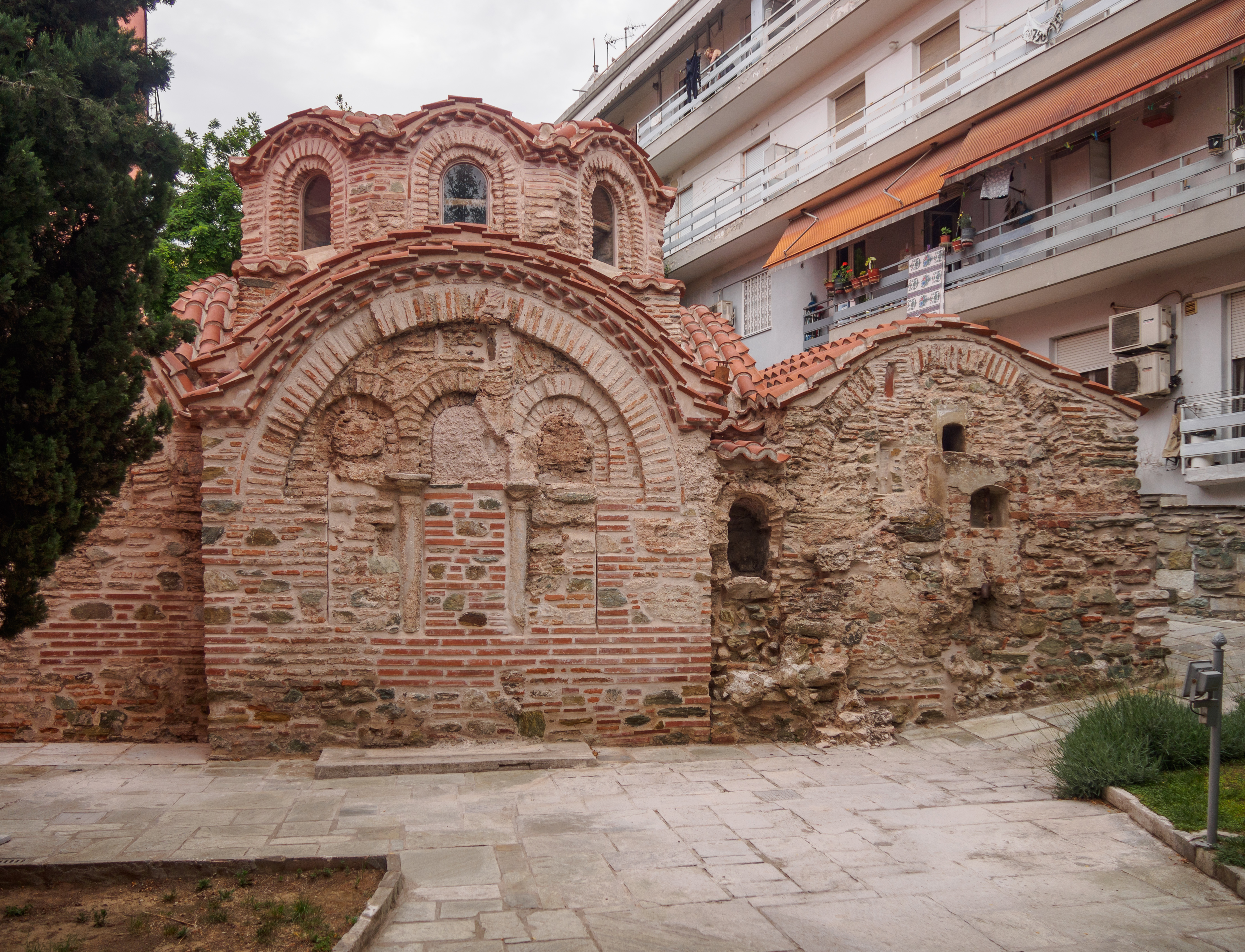
Баня до реставрации

Византийские бани Фессалоник (греч. Βυζαντινό λουτρό Άνω Πόλης) — редкий образец светской архитектуры в городе Салоники со времён Византийской империи.

## История
Бани расположены на въезде в так называемый Верхний город. Несмотря на разрушенный внешний вид, сооружение бань датировано XIII веком и является одним из немногих сооружений дошедшего до нашего времени светского назначения. По предположениям, постройку начали строить в конце XII в. Баня поочередно использовалась женщинами, то мужчинами города.
Сооружение имело трёхчастную распланировку. Входной вестибюль был местом для раздевания и сохранения одежды. Использовался гардероб, он примыкал к фригидарию. Вторая часть — тепидарий, третья чисто баня (кальдарий).
Сооружение пострадало в годы 2-й мировой войны и от землетрясений, происходивших в Греции в 1970-е гг.
- Баня использовалась по первоначальному назначению до 1940 года.
- В 1998 году сооружение времён раннего Средневековья причислено к списку Всемирного наследия ЮНЕСКО.
- В 2002 году сооружение прошло консервацию и работы по укреплению конструкции. Над сооружением создана современная защитная крыша. Научный руководитель проекта реставрации — Фанни Ревитиадо[1], за ремонты в кальдарии отвечал Константинос Раптис[1]. С краеугольных стен сооружения снята небрежная штукатурка, открывшая шершавые стены времён Византийской империи. Крыши покрыты заново красной черепицей типа «татарка». Из помещения удалена сантехника времён XX века.
- С 2015 года разрешён обзор туристов и посетителей.